# Operazione Hijarat sajil
L'operazione Ḥijārat sajīl (in arabo عملية ﺣﺠﺎﺭة ﺳﺠﻴﻞ‎?, ʿAmaliyyat Ḥijārat sajīl) è il nome in codice attribuito al conflitto esploso, nella seconda metà del novembre 2012, nella striscia di Gaza a seguito dei continui attacchi e ricatti ad opera dell'esercito israeliano.

## Descrizione
Il conflitto - definito da Israele operazione Colonna di nuvola -, il secondo in cui sono rimaste coinvolte la popolazione palestinese di Gaza e le sue milizie armate dopo l'operazione Piombo fuso, si è concluso con una tregua faticosamente mediata dal presidente egiziano Mohamed Morsi e dal segretario di Stato statunitense Hillary Clinton.
Il nome arabo dell'operazione deriva dal versetto della Sūra coranica 105, in cui si narra della disfatta dell'esercito himyarita di Abraha grazie al divino invio di non meglio identificabili "uccelli "abābīl", ognuno dei quali avrebbe operato un lancio sui soldati di "sassolini induriti" (Ḥijārat sajīl, appunto) che avrebbero ucciso i guerrieri che avevano posto l'assedio a La Mecca, predestinata da Allah a vedere la nascita del futuro Profeta Maometto.
Dal canto suo invece il Movimento per il Jihad Islamico in Palestina (MJIP) volle chiamare l'operazione condotta contro Israele dalle milizie combattenti di Gaza "operazione Cielo azzurro" (in arabo السماء الزرقاء‎?, al-Samāʾ al-zarqāʾ).
L'operazione (comunque definita) iniziò con la retorica dichiarazione delle forze islamiche operanti a Gaza, secondo cui l'uccisione di al-Jaʿbarī «aveva spalancato le porte dell'inferno» e finì col bilancio - al solito conteso tra le parti - di 105 morti da parte palestinese e 971 feriti (secondo Hamas); di 57 morti, oltre a un numero non indicato di feriti (secondo Israele), e di 90 morti (secondo l'ONU), a fronte dei 4 morti civili e di un soldato, oltre ai 219 feriti da parte israeliana.
I razzi effettivamente lanciati da Gaza furono oltre un migliaio, stando alla dichiarazione del primo ministro israeliano Benjamin Netanyahu, secondo cui la replica delle forze di difesa israeliane (IDF) era stata in grado di colpire un migliaio di postazioni di lancio palestinesi a Gaza, usate per colpire il territorio d'Israele, anche se una parte dei razzi, a causa dell'assenza di un sistema di guida, era ricaduta all'interno della stessa Striscia.